# Hoplia trivialis
Hoplia trivialis är en skalbaggsart som beskrevs av Edgar von Harold 1869. Hoplia trivialis ingår i släktet Hoplia och familjen Melolonthidae. Inga underarter finns listade i Catalogue of Life.